# Hexagynia

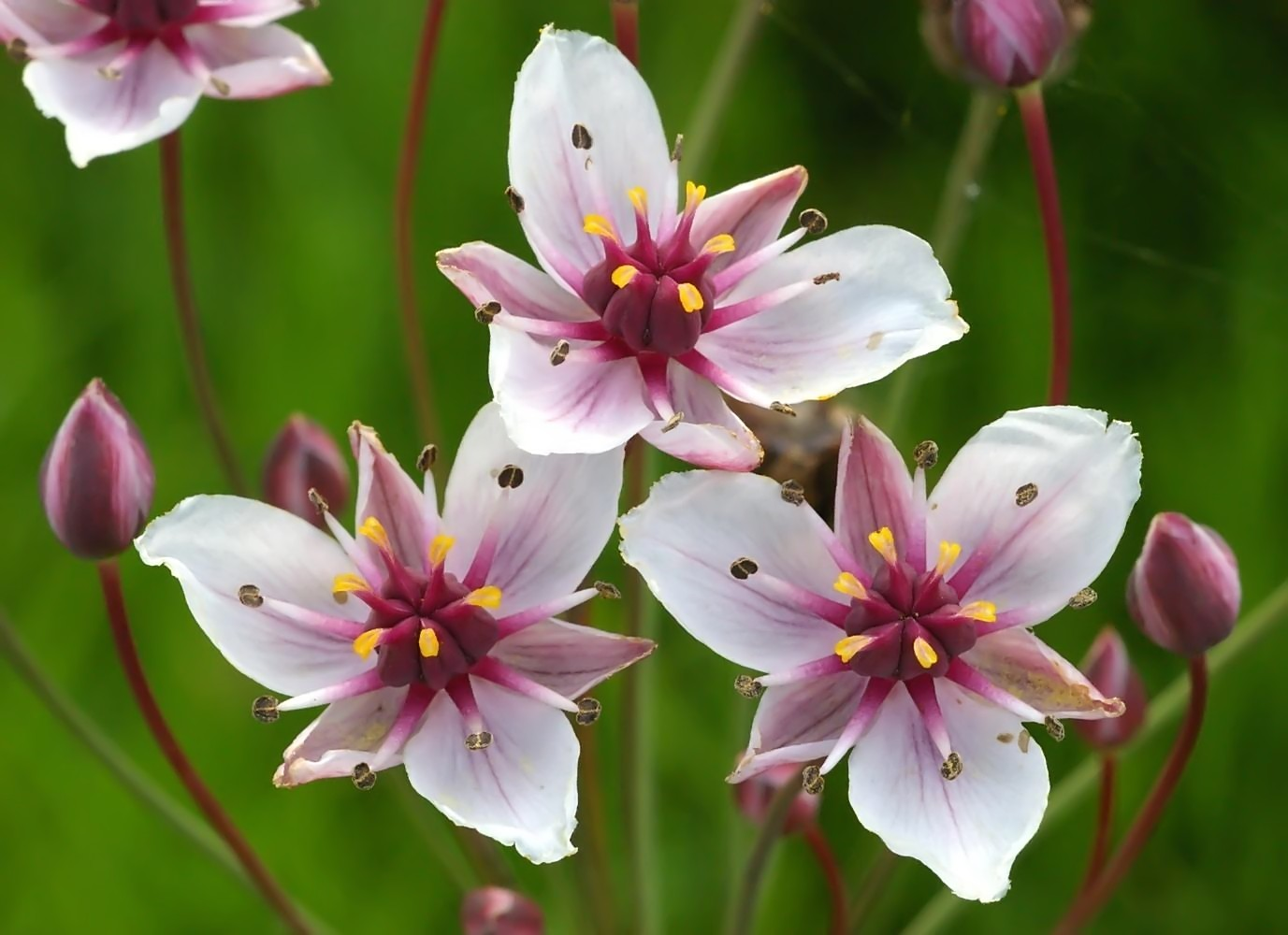
Butomus

Em botânica, hexagynia  é uma ordem de plantas segundo o sistema de Linné.  Apresentam flores hermafroditas com seis pistilos.
Está circunscrita nas seguintes classes:
- Classe 9. Enneandria
- Classe 13. Polyandria